# Hippolyte Ackermans
Pour les articles homonymes, voir Akerman et Ackermann.
Œuvres principales
- Le Noël des petits santons
- 'Chand d'habits
- Croyez-vous ma chère
- L'Avocate
- Il travaille du pinceau

Hippolyte Ackermans, né le 9 avril 1886 à Laeken et mort le 22 août 1965 à Uccle, est un compositeur belge.

## Biographie

### Jeunesse: 1886-1912

#### Naissance
Hippolyte Ackermans est né le 9 avril 1886 à 4h du matin dans le domicile familial, situé à Laeken. Il est le deuxième enfant de Jean François Ackermans, négociant en charbon et de Léontine Léopoldine Fierens, sans profession.

#### Famille
Hippolyte Ackermans naît dans un environnement propice à le pousser dans une carrière musicale. Le frère et la sœur de sa mère, Léontine, sont tous deux chanteurs lyriques de formation. Caroline Fierens, soprano, interprète Ortrude dans Lohengrin et participe à la création de La vie du poète de Gustave Charpentier au Palais Garnier le 17 juin 1892. Hippolyte Fierens est formé au Conservatoire royal de Bruxelles et épouse Jacqueline Marthe Gevaert, la fille de François-Auguste Gevaert, compositeur renommé et directeur du Conservatoire royal de Bruxelles (de 1871 à 1908). Hippolyte accroche alors le nom de son beau-père au sien afin d'accroître sa célébrité et devient Hippolyte Fierens-Gevaert.
Les grands-parents paternels d'Hippolyte Ackermans, Guillaume et Mélanie, tenaient un cabaret.

#### Formation musicale
Hippolyte entre à 14 ans au Conservatoire royal de Bruxelles, toujours sous la direction de François-Auguste Gevaert (le père de sa tante par alliance), pour y suivre des cours de flûte avec Theofiel Anthoni, de solfège, de lecture musicale, d'harmonie écrite, de clavier et d'harmonie théorique avec Paul Gilson.
En 1903 il obtient un Premier prix en flûte, en 1906 un second prix en harmonie théorique. Grâce à ses récompenses, il se fait remarquer et accède aux Concerts Ysaÿe pendant quatre années.
En 1906, il a 20 ans et il commence une carrière en tant que chef d'orchestre au théâtre des Galeries et au théâtre de l'Alhambra.

#### Mariage
Hippolyte Ackermans épouse Madeleine Daverveldt le 14 juillet 1909 à Laeken. Madeleine est issue d'une famille néerlandaise et elle est de six ans l'aînée d'Hippolyte. Prosper Ackermans, son frère aîné, est le témoin.

### Début de la composition: 1912-1928

#### Débuts
Il semblerait que sa première composition soit Cabriolet enchanté, morceau caractéristique pour orchestre[réf. nécessaire].

#### Édition Mado
En 1914, Hippolyte crée sa propre maison d'édition, Mado, basée au no 20 rue Albert à Laeken. Le nom est très clairement inspiré par le prénom de sa femme Madeleine[réf. nécessaire]. Il édite alors la plupart de ses œuvres mais aussi des œuvres d'autres compositeurs peu connus comme Paul Sylva, J. Mevensen, R. Guillemyn, E. Lanini…

#### Première Guerre mondiale
La carrière d'Hippolyte Ackermans décolle lors de la Première Guerre car il compose beaucoup de morceaux en lien avec l'actualité. On retrouve alors des mélodies sur des épisodes de guerre, L'étoile de la Paix, des valses et marches pour la paix, 1914-1915, Pour la Paix ou encore un morceau rendant hommage à la Croix-Rouge, Dévouement. Les profits de vente de la partition pour piano Amour et charité. Aimons-nous - Aidons-nous. dédiée à Ernest Solvay, servent à aider le Comité national de Secours et d'Alimentation.
En 1915, Hippolyte compose le morceau pour piano Petite Patrouille, marche nouvelle avec imitation de tambour, avec les instructions suivantes : "Pour obtenir l'imitation du Tambour il faut mettre une feuille de papier à l'intérieur du piano, du mi bémol (-1) à mi bémol (2) soit 2 octaves".
Hippolyte compose également des morceaux n'ayant pas de rapport avec la Guerre durant cette période, notamment avec Menuet 1915, op. 86, et dédicacée à son neveu Roger Leduc, fils de Carmen et Albert Leduc, sœur et beau-frère de Madeleine, ou encore la pièce Rêverie en 1916, dédiée aux parents d'Hippolyte (« à mes chers parents ») et précédée d'un poème écrit de la main de Madeleine, « Jolis petits moutons, messagers du bonheur, Répandez en passant, l'espérance en mon cœur ».

#### Les opérettes
Le tremplin de la carrière d'Hippolyte sera le succès de ses opérettes composées entre 1917 et 1918. Malgré le contexte de Guerre, le public se presse d'aller voir ses spectacles, à Liège et à Bruxelles. Quatre opérettes se succèdent, deux avec Laurent Gerrebos et Gaby de Crésac comme librettistes, L'Avocate et Le Charme étrange, une fantaisie bruxelloise, Sus ! et une fantaisie-opérette d'actualité, Le Paysan-Roi.

##### Le Charme étrange
Le Charme étrange est une opérette en trois actes. Elle est créée à Liège le 17 mars 1917 et à Bruxelles le 29 juin 1917. Le livret dû à Laurent Gerrebos et Gaby de Crésac raconte l'histoire de Marcelle, promise à José, son cousin qui vit en Australie. De peur de se marier de force avec un « sauvage », elle décide de se présenter à lui sous l'apparence de Marcel, un homme. Le sujet de la pièce est jugé par la presse comme étant « d'une banalité et d'une naïveté déconcertante ». La musique d'Hippolyte, quant à elle, est « superbe, très douce, fraîche et convaincante », « fait tout le succès de Charme étrange »…

##### Sus!
Sus ! est une fantaisie bruxelloise co-composée avec F. Heinz en deux actes sur un livret de Fernand Servais et jouée au théâtre de l'Alcazar le 7 novembre 1917.

##### Le Paysan-Roi
Le Paysan-Roi est une fantaisie-opérette d'actualité à grand spectacle en trois actes sur un livret de Léo De Smets, pseudonyme de Fernand Servais. Ce dernier avouera dans Le Soir en 1961 s'être trompé sur les prédictions annoncées dans la pièce qui la rend, selon ses propres mots « actuellement injouable » : 

« la pièce mettait en scène un paysan ronchonneur (Lambret était impayable) qui, au début de la guerre, augmentait le prix de ses produits (beurre, lait, légumes) à chacun de ses fréquents moments de mauvaise humeur. Et au dernier acte, nous le représentions forcé, après la guerre, d'abaisser peu à peu ses tarifs, revenant ainsi aux doux prix de 1913, car nous pensions qu'il en serait ainsi et que la Belle Époque reviendrait. O ! vaine illusion... Bien entendu, le fond de la pièce était une histoire d'amour. »

#### Teddy Moon
Après la guerre, Hippolyte Ackermans va succomber à la mode des musiques de danses importées des États-Unis, telles que le foxtrot et autres danses dérivées du ragtime. Afin de pouvoir composer ces titres plus populaires et plus « jazzy », Hippolyte a recours à un pseudonyme, celui de Teddy Moon. Il composera sous ce nom pas loin de 28 pièces entre 1919 et 1925.

#### La musique de chambre, concertante et orchestrale
Dans les années 1920, Hippolyte se consacre plus particulièrement aux genres plus savants de la musique de chambre, concertante et orchestrale. Il dédie ses soli à des musiciens, dans l'espoir d'être joué par eux. Le plus notable d'entre-eux est Marcel Ysaÿe, neveu du célèbre Eugène Ysaÿe, pour lequel il dédie Il rêve mon pierrot, op. 180, valse sérénade pour violon et piano ou violon solo et orchestre.

#### Les revues
Hippolyte va composer un grand nombre de chansons issues de revues durant les années 1920. Pour le théâtre de l'Alhambra de Bruxelles, il compose en 1921 une valse hésitation, Pourquoi hésiter, interprétée par Anny Duny, « la plus belle femme de Belgique », gagnante de la première édition d'un concours de beauté en Belgique. Puis, il compose sous le pseudonyme Teddy Moon le fox-trot blues Bing !... Bam !... Boum !... en 1923, et sous son propre nom avec Ch. Geuskens en 1928, Katanga pour La grande Revue 1900-1928. Pour le théâtre de la Gaîté et avec Ch. Tutelier pour les paroles et Ch. Geuskens, chef d'orchestre du théâtre, comme co-auteur de la musique, ce trio verra naître des chansons interprétées par Esther Deltenre : Venise, adieu ! de la revue Charleston en 1926, Ces p'tits trucs là de la revue Ça... c'est Bruxelles en 1927 et C'est-y « oui » ou « non » de la revue Bruxelles en folie en 1928. Le succès de Venise, adieu !, fera écho jusqu'à Paris où elle sera interprétée par Alibert dans l'hyper revue Un vent de Folie aux Folies Bergère. La partition est alors éditée chez Salabert. Cette opportunité le fait alors composer, directement pour le théâtre des Folies Bergère de Paris, la chanson Paris Soleil du Monde pour la revue La Grande Folie.

### Reconnaissance à Paris: 1928-1939
À partir de l'année 1928, Hippolyte Ackermans compose de nombreuses chansons à Paris. Il s'entoure de personnalités de l'époque, les « vedettes ».

#### Les auteurs
La notoriété de certains auteurs de ses chansons permet à Hippolyte une visibilité plus importante et une publicité pour la vente de ses partitions et pour ses concerts. Sa collaboration avec les auteurs qui ont pignon sur rue lui donne aussi une respectabilité et une preuve de son talent. Entre 1929 et 1935, il va travaillé avec Lucien Boyer, Jean Richepin et son fils Jacques Richepin, ainsi que la femme ce dernier Cora Laparcerie-Richepin, Battaille-Henri, Suzette Dest, Maurice Hamel, Max Viterbo, Henri Lemarchand, René Sarvil, Louis Poterat et beaucoup d'autres. C'est également à cette époque que Madeleine Daverveldt, son épouse, sous le pseudonyme de Daver, va écrire des paroles de chansons, exclusivement sur de la musique d'Hippolyte Ackermans.

#### Les interprètes
Plus encore que les auteurs, les réelles vedettes sont les interprètes des chansons. Certaines sont encore connues de jours, comme Édith Piaf avec la chanson Chand d'habit (dans laquelle Hippolyte utilise le pseudonyme de Roy Alfred), Marie Dubas avec Croyez-vous ma chère, Tino Rossi avec Le Noël des petits santons et Noël en mer, Élyane Célis dans Vous dansez sur mon cœur, Ninon Vallin ou Jeanne Aubert dans Je m'abandonne à ton baiser; d'autres ont eu leur succès à cette époque mais sont à présent tombées dans l'oubli comme Yvette Netter, Germaine Lix, Cora Fubiani, Louis Bory, Charco, Reine Paulet, Rita Carly, Jean Lumière…

#### Les opérettes marseillaises
Hippolyte, compositeur bruxellois travaillant à Paris va être une des rares personnalités non-marseillaises à travailler pour des opérettes marseillaises. Pour La Revue Marseille il compose la chanson Le Tango du soleil (Deux grands yeux) sur des paroles de J. Loysel. En 1935, il compose Le Noël des petits santons, noël de Provence tiré de l'opérette "Du soleil dans la lune". René Sarvil écrit les paroles de cette chanson qui reçoit le Grand prix Candide de la chanson et Alibert la crée. Ce morceau est directement un succès et de grandes vedettes, comme Tino Rossi, se l'approprie, la chante et l'enregistre.

#### Musique de film
En 1932, Hippolyte compose des chansons pour deux projets cinématographiques sous la réalisation d'Edmond T. Gréville : Le maître chez soi, court métrage relatant la vie d'un couple mal assorti et Plaisirs de Paris, long métrage sorti en 1934. Les trois chansons issus du film, Plaisirs de Paris, Il suffit d'aimer et C'est toujours comme ça sont éditées Sam Fox, interprétées par Marcel Rallay, l'acteur principal et sont enregistrées sur disques.

### Seconde Guerre mondiale

#### La Seconde Guerre mondiale
En 1939, Hippolyte compose la musique de la chanson satyrique Il travaille du pinceau. Georgius écrit les paroles et l'interprète. La chanson se moque d'Hitler et tourne en dérision ses piètres qualités de peintre (en référence à ses tentatives échouées d'entrer au Beaux-arts de Vienne).
Entre 1941 et 1944, Hippolyte dirige à plusieurs reprises l'orchestre de la Radio sous emprise de l'occupant, Radio-Bruxelles. Après la Libération, il sera sanctionné comme de nombreux musiciens lors de l'épuration à l'INR. Il sera écarté des ondes pendant quatre ans.

#### Cabarets montmartrois à Bruxelles
Hippolyte contribue au succès des cabarets montmartrois à Bruxelles puisqu'il collabore en tant que compositeur avec les chansonniers les plus connus, notamment pour la réouverture du Grillon, par Jacques Loar avec la chanson Je promène mon ennui, chantée par Doryse.

### Fin de carrière: 1945-1965
Après la guerre, Hippolyte compose de moins en moins. Parmi ses œuvres notables de cette période, Dans notre église oubliée, mélodie de 1947 sur un texte de Daver et Arthur Lovinfosse, est un grand succès. Elle sera même adaptée en néerlandais, In 't stille kerkje, par Th. C. Warrens. La Fantaisie brillante, pièce pour piano composée en 1955 est d'ailleurs basée sur les thèmes de la célèbre mélodie. Dans le genre de la musique de chambre, Hippolyte compose en 1949 Paysage nordique, pour clarinette et piano et Vers les cimes neigeuses; pour hautbois et piano. En 1955, Hippolyte compose une dernière opérette intitulée Toutou sur un livret de Jean Blondel et les couplets par Paul Varan.

#### Événements mondains
Durant cette période où Hippolyte se consacre davantage à son activité de chef d'orchestre, il assiste à des événements mondains. En 1946, il assure, avec son grand orchestre symphonique, le divertissement de la loterie coloniale dans la grande salle du Palais des Beaux-Arts de Bruxelles. En 1949, il participe, avec son orchestre de valses, durant trois années consécutives à l'animation des Bals de la Monnaie, événements organisés par le journal Le Soir au profit d'œuvres caritatives. La participation d'Hippolyte est applaudie : 

« Maître incontesté de la valse, de la marche et du quadrille, le compositeur Hippolyte Ackermans, conduisait d'une même baguette son grand orchestre et l'immense foule des danseurs qui tournoyait au parterre, sous les applaudissements des loges et des balcons »

#### Mort
Hippolyte Ackermans décède le 22 août 1965 à Uccle. Il est inhumé le 24 août au cimetière de Verrewinkel. L'annonce de son décès apparaît dans les journaux le 1er septembre. 

« Mort du compositeur Hippolyte Ackermans – Nous apprenons la mort, survenue à Uccle, du compositeur belge bien connu, Hippolyte Ackermans. Il était né à Bruxelles en 1886 et ne tarda pas à manifester des dons pour la musique, jouant du piano, dès son âge le plus tendre, les airs qu’il avait entendus. Il avait 14 ans quand il entra au Conservatoire. Mais ce ne fut pas pour se perfectionner comme pianiste. Il préfère apprendre la flûte, sous la direction du professeur Anthony. Et ses progrès furent tels que deux ans après, au concours de fin d’année, la plus grande distinction lui fut accordée. D’où son admission aux concerts Ysaye, dont il fut, pendant quatre années, un des musiciens les plus appréciés, tout en prenant des leçons d’harmonie au cours de Paul Gilson. Chef d’orchestre aux Galeries, à l’âge de 20 ans, puis à l’Alhambra, le goût de la composition lui vint, et son premier morceau, Le cabriolet enchanté, pièce pour orchestre, est chaleureusement accueilli. Vint la guerre 1914-1918. Le Pavillon de Flore, de Liège et les Folies-Bergère, de Bruxelles, représentent avec succès les deux opérettes Charme étrange et l’Avocate, dont il a composé la musique. Puis, c’est Paysan-Roi, dont il écrit la partition et représenté à la Scala sous la direction Étienne. Mais c’est à Paris, où il s’est retiré dès 1928, qu’il se fait surtout remarquer comme compositeur de mélodies et de chansons. Robert Valaire et Louis Poterat sont ses paroliers et Ninon Valin, son interprète préférée. Et l’on peut dire que par la suite toutes les vedettes de la chanson, y compris Tino Rossi, Marie Dubas, Lise Colligny mirent ses œuvres à leur répertoire. Il semble bien que ce furent ses œuvres mélodiques qui firent surtout la réputation de notre compatriote. La Chapelle en automne et Noël en mer eurent un succès universel. Jusqu’à la fin de son existence, Hippolyte Ackermans ne cesse de se passionner pour son art. Des compositeurs, des chanteurs lui doivent à leurs débuts de confraternels encouragements. Hippolyte Ackermans avait pris sa retraite il ya quelques années. Il était un des membres les plus assidus et les plus estimés du comité belge de la Société des auteurs et compositeurs de Paris. F.S »

« Mort du compositeur Ackermans. – Le compositeur belge Hippolyte Ackermans est décédé à Uccle, dans l’agglomération bruxelloise, à l’âge de 79 ans. Il avait acquis une notoriété mondiale comme compositeur de musique légère et ses chansons avaient été enregistrées par les plus grandes vedettes, Ninon Vallin, Tino Rossi, Marie Dubas, Édith Piaf notamment. (AFP) »

« Hippolyte Ackerman overleden – In Brussel is op 79-jarige leeftijd overleden Hippolyte Ackermans, die internationale bekendheid verwierf als schrijver van lichte muziek. Hij componeerde meer dan 1000 liedjes, waarvan velen voorkwamen op het repertoire van zangers en zangeressen zoals Tino Rossi, Édith Piaf, Ninon Vallin en Marie Dubas. Ackermans studeerde aan het conservatorium van Brussel. Hij was orkestledier in verscheidene Brusselse theaters »

## Photographies
Il existe seulement quatre photographies d'Hippolyte Ackermans[réf. nécessaire].

## Œuvres
Hippolyte a composé plus de 600 œuvres musicales, allant de l'opérette à la chanson ou du solo de violoncelle à l'ensemble pour orchestre. Il mélange les styles de musique "sérieuse" et musique « légère » dans toute sa production. Sa musique est unanimement considérée comme « charmante ».
Ses œuvres ont été numérotées selon le classement HAC (Hippolyte Ackermans Catalogue).

## Pour approfondir